# Jaderný holokaust

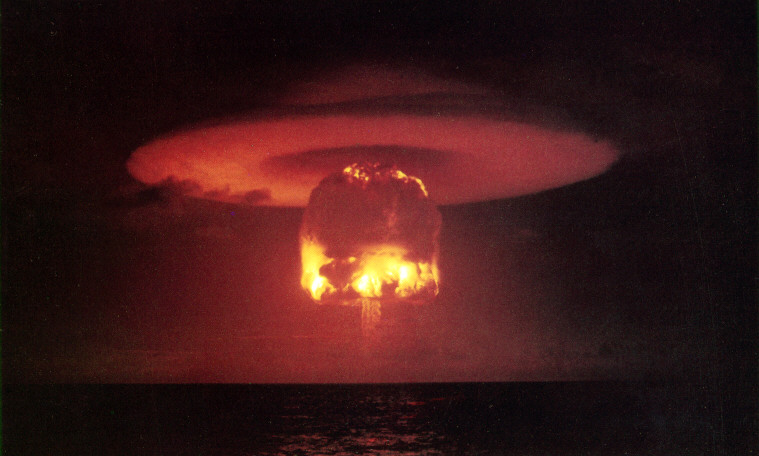
Atomový hřib po explozi Castle Romeo v roce 1954

Jaderný holokaust, jaderná apokalypsa nebo též atomový holokaust je označení teoretického scénáře, který popisuje rozsáhlou destrukci a šíření radioaktivního spadu způsobenou jadernými zbraněmi, kvůli kterým dojde k zhroucení společnosti a samotné civilizace. Podle takového scénáře jsou některá, nebo všechna místa na planetě Zemi neobyvatelná, protože je zdevastovalo jaderné válčení v budoucích světových válkách.
Kromě okamžitého zničení měst jadernými výbuchy by po jaderných válkách mohlo dojít k ohnivým bouřím, nukleární zimě, rozsáhlému šíření akutního radiačního syndrom kvůli radioaktivnímu spadu a možné ztrátě většiny moderních technologií v důsledku elektromagnetických impulsů. Někteří vědci, jako je například Alan Robock, se domnívají, že by termonukleární válka mohla vyústit v konec moderní civilizace na planetě Zemi, z části kvůli dlouho trvající nukleární zimě. V jednom z modelů se průměrné teploty na Zemi po termonukleární válce propadnou během několika let o 7 až 8 °C.
Nicméně studie z období studené války naznačovaly, že by miliardy lidí jaderné výbuchy a šíření radioaktivity po termonukleární válce přežily. Někteří vědci tvrdí, že by jaderná válka mohla přispět k zániku lidské rasy prostřednictvím sekundárních faktorů, jako jsou změny životního prostředí, zhroucení společnosti a ekonomický kolaps. Kromě toho by malá jaderná válka mezi Indií a Pákistánem, zahrnující 100 bomb z Hirošimy (15 kilotun), mohla způsobit nukleární zimu a zabít více než miliardu lidí.

## Etymologie a použití
České slovo „holokaust“ (anglicky „holocaust“), které bylo převzato z řeckého termínu „holokaustos“ znamenajícího „zcela spálené“, odkazuje na velkou destrukci a ztrátu životů, zejména ohněm.
Jedno z prvních použití slova „holokaust“ popisující imaginární jadernou destrukci se objevilo v roce 1926 v románu The Orphan of Space od Reginalda Glossopa: „Moskva... pod nimi... havárie konce světa! Ozvěny tohoto holokaustu se chvěly a valily... zřetelný zápach síry... atomové ničení.“
V odkazech o jaderném ničení se často hovoří o „atomovém holokaustu“ nebo „jaderném holokaustu“. Například americký prezident Bush v srpnu 2007 prohlásil: „Aktivní snaha Íránu o získání technologií, které by mohly vést k jadernému zastrašování, by mohly zanést region, který je již znám pro nestabilitu a násilí, do stínu jaderného holokaustu“.